# 간흡충
간흡충(肝吸蟲, Clonorchis sinensis)은 후고흡충과에 속하는 편형동물이다. 간디스토마(肝distoma)로 많이 알려져 있다.
중국, 일본, 대한민국, 베트남 등 동부 아시아 지역에 주로 분포한다.

## 이름의 오류
본래 간디스토마로 알려진 이유는 이 생물이 처음 발견되었을 때 입처럼 생긴 기관이 2개가 있어 "입을 2개 가지고 있다"는 의미로 디스토마(Distoma)라고 하였지만 시간이 흘러 이 생물을 다시 현미경으로 관찰한 결과 입이라고 생각한 부분이 모두 흡반(sucker)인 것으로 밝혀졌기 때문에 더 이상 '디스토마'라는 명칭은 옳지 않으며 '흡충'이라고 부르는게 맞다. 따라서 간디스토마가 아니라 간흡충이 올바른 명칭이다.

## 형태
간흡충의 성충의 모습은 긴 나뭇잎 모양이며 색은 담홍색을 띠고 있다. 길이는 10~25mm에서 너비는 약 3~5mm 정도까지 되며 이 생물이 기생하는 숙주와 기생하는 개체 수에 따라 차이가 있다. 소와 양 등의 초식동물 윤담관에 기생한다.

## 생활사
알은 숙주의 배설물과 함께 밖으로 나오는데, 약 2주 후 알 속에 미라시듐유생이 생긴다. 미라시듐유생은 빛을 쪼이면 알껍질의 뚜껑을 열고 물 속으로 헤엄쳐 나와 쇄쨈물우렁이의 몸 속으로 침입해 들어간다. 그 후 수 시간 뒤에는 스포로시스트유생이 되며, 다시 한 시간 안에 레디아유생으로 변태하여 성숙하는데, 이때 몸 안에는 올챙이와 비슷한 많은 세르카리아를 만든다. 성숙한 세르카리아는 숙주로부터 헤엄쳐 나와 물풀 등에 붙어 메타세르카리아가 된다. 이들은 풀과 함께 소나 양에게 먹혀, 십이지장을 거쳐 창자 안에서 간 조직으로 들어가며, 약 1개월 후에는 윤담관에 도달하고 다시 3~4개월 후에는 어미로 성숙한다.

## 병리
간흡충은 감염되면 담관에서 주로 서식하기 때문에 담관에 심각한 피해를 입힌다. 이 생물이 움직임으로 인해서 발생하는 물리·기계적 자극은 담관 상피세포에 염증을 일으켜 세포 일부가 탈락하게 하며, 이게 다시 세포의 복구와 탈락이 반복되면서 손상 부위에 변성을 일으켜 주위가 섬유화가 일어난다. 더 나아가면 상피세포가 악성화 즉, 암세포로 변이하여 이것이 증식하면 간암의 일종인 담관암이 발생하게 된다. 이러한 병적 변화는 매우 심각하여 국제 암 연구 기관(IARC)에서는 이 생물을 1군 발암 물질로 규정하고 있다. 보통 이 생물로 인해 발생하는 간암은 대부분이 담관암이며 다른 암과 달리 암세포 등에 점액을 다량 생산하는 게 특징이다. 종종 이 생물이 침범하지 않은 담관 부분에서도 위와 같이 병리가 발견되는 경우가 있는데, 이것은 이 생물이 기생하면서 발생시킨 대사산물에 의한 것이다.

## 치료 및 예방
이 생물에 감염되었을 때 프라지콴텔을 하루 세 번 씩 약 2일 정도 복용하면 대부분 효과가 매우 크다.
민물에서 서식하는 어류를 날로 먹을 경우 가장 많이 감염되므로, 민물 어류를 날로 먹지 않는 것이 중요하다. 또한 이 생물이 자주 출몰하는 지역에서는 민물생선을 조리 후 조리기구는 모두 깨끗하게 씻고 소독을 해줘야 다른 감염을 막을 수 있다. 식수를 통해서도 감염될 수 있으므로 상습 출몰 지역에서는 반드시 물을 끓여서 마셔야 한다. 또한 이 생물은 사람 뿐만 아니라 개나 고양이와 같은 동물이 감염될 수도 있으니 주의해야 한다.

## 참고 자료
- 인체기생충학 (2011년), 정문각, 113~116쪽